# Kimré jezik
Kimré jezik (ISO 639-3: kqp; gabri-kimré, gawra), afrazijski jezik istočnočadske skupine, kojim govori 20 000 ljudi (2007 Oumounabidji) u čadskoj regiji Tandjilé, u departmanu Tandjile Est, istočno od Laïa.
Kimré je poznat pod popularnim nazivom gabri, ali jeziku gabri [gab] nije razumljiv. Gabri pripada podskupini gabri, a kimré podskupini nancere. Ima dva dijalekta: kimruwa (kim-ruwa, kimré) i buruwa (bordo).

## Vanjske poveznice
- Ethnologue (14th)
- Ethnologue (15th)